# تاورغا
تاورغا (به عربی: تاورغاء) یک منطقهٔ مسکونی در لیبی است که در استان مصراته واقع شده‌است. تاورغا ۲۴٬۲۲۳ نفر جمعیت دارد.